# Klaus Scholtz

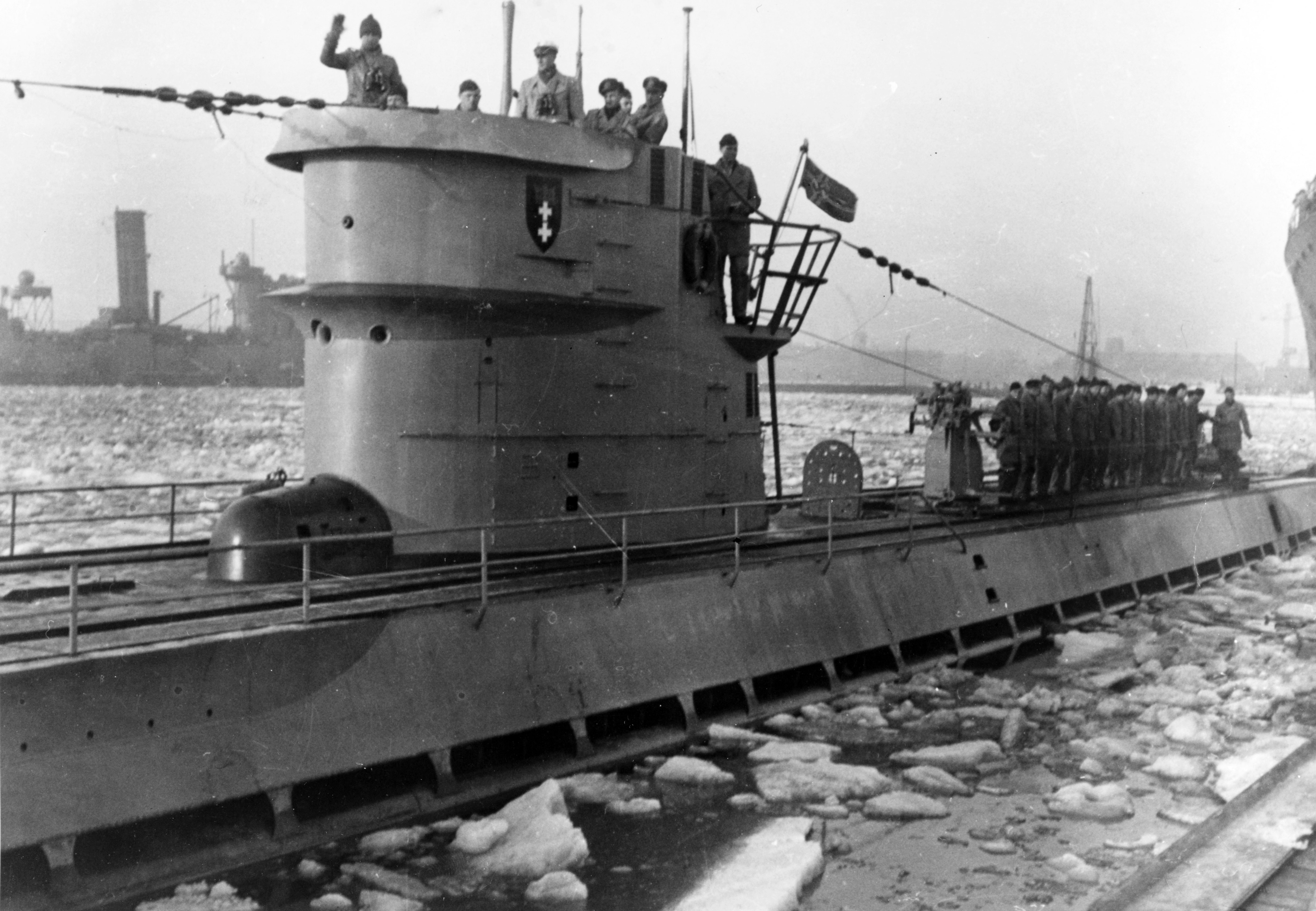
U 108 mit Kommandant Klaus Scholtz

Klaus Scholtz (* 22. März 1908 in Magdeburg; † 1. Mai 1987 in Bad Schwartau) war ein deutscher Marineoffizier, zuletzt Kapitän zur See der Bundesmarine. Als Kommandant von U 108 versenkte er während des Zweiten Weltkriegs auf insgesamt acht Feindfahrten 25 Schiffe mit einer Gesamttonnage von 127.990 BRT.

## Reichsmarine und Kriegsmarine
Scholtz trat am 5. April 1927 der Reichsmarine als Seeoffiziersbewerber bei. Dort wurde er der 8. Kompanie der II. Schiffsstammabteilung in Stralsund-Dänholm zugeteilt, wo er seine infanteristische Grundausbildung erhielt. Anschließend begann er seine praktische Bordausbildung auf dem Segelschulschiff Niobe. Zum 1. November 1927, mit gleichem Tage zum Seekadett ernannt, setzte er seine weitere Bordausbildung an Bord des Leichten Kreuzers Berlin fort. Im Anschluss hieran besuchte Scholtz ab dem 18. März 1929 unter Beförderung zum Fähnrich zur See an der Marineschule Mürwik den Fähnrichslehrgang sowie diverse Waffenlehrgänge. Nach deren Beendigung kehrte er am 31. Januar 1931 zu seiner Kompanie zurück, um seine praktische Bordausbildung auf dem Linienschiff Schleswig-Holstein fortzuführen.
Nach deren Beendigung wurde Scholtz zum Leutnant zur See ernannt und wechselte zum 2. Oktober 1931 als Wachoffizier auf das Torpedoboot G 11, das der 1. Torpedoboots-Halbflottille unterstellt war. Zum 29. September 1932 wurde er Kompanieoffizier in der V. Marine-Artillerie-Abteilung in Pillau, in deren Dienst er auch zum 1. Oktober 1933 zum Oberleutnant zur See ernannt wurde.
Nach zwei Jahren im Dienst der Marine-Artillerie wechselte Scholtz am 25. September 1934 wieder zur 1. Torpedoboots-Halbflottille zurück und wurde Adjutant und Wachoffizier an Bord des Torpedobootes G 8. Zum 6. Juli 1936 begann er an der Marineschule Mürwik einen Lehrgang zum Lehr- und Gruppenoffizier, in dessen Verlauf er seine Beförderung zum Kapitänleutnant erhielt. Nach dessen Beendigung nahm Scholtz die Funktion eines Lehrgruppenführers für kommende Fähnriche an der Schiffsartillerieschule in Kiel-Wik wahr. Hierzu stand ihm ab dem 3. Juni 1937 das Torpedoboot Jaguar als Artillerieschulboot zur Verfügung, dessen Kommandant er während dieser Zeit war. Mit diesem war er während des Spanischen Bürgerkriegs in spanischen Hoheitsgewässern eingesetzt. Am 4. April 1939 wurde Scholtz Kompaniechef für Offiziersanwärter bei der 7. Schiffstammabteilung in Stralsund.

## Zweiter Weltkrieg
Feindfahrten mit U 108
1. 6. Februar bis 12. März 1941 (2 Schiffe mit 8.078 BRT versenkt)
2. 3. April bis 2. Mai 1941 (1 Schiff mit 16.444 BRT versenkt)
3. 25. Mai bis 7. Juli 1941 (7 Schiffe mit 26.931 BRT)
4. 19. August bis 21. Oktober 1941
5. 9. Dezember bis 25. Dezember 1941 (2 Schiffe mit 7.620 BRT versenkt)
6. 12. Januar bis 4. März 1942 (5 Schiffe mit 20.082 BRT versenkt)
7. 30. März bis 1. Juni 1942 (5 Schiffe mit 31.340 BRT versenkt)
8. 13. Juli bis 10. September 1942 (3 Schiffe mit 17.495 BRT versenkt)

An den Operationen gegen Polen, Norwegen und Frankreich nahm Scholtz nicht teil. Am 1. April 1940 wechselte er zur U-Boot-Waffe. Bei der 1. Unterseeboots-Lehr-Division absolvierte er einen U-Boot-Lehrgang in Neustadt und Pillau. Zum 30. Juni 1940 schloss sich ein Torpedolehrgang (U.T.O.-Lehrgang) an der Torpedoschule in Flensburg-Mürwik an. Nach dessen Beendigung wurde Scholtz der Baubelehrung für U 108 in Bremen zugeteilt, dessen Kommandant er zum 22. Oktober 1940 wurde.
Mit U 108 nahm Scholtz bis zu seiner Beförderung zum Flottillenchef der 12.Unterseeboot-Flottille am 15. Oktober 1942 an insgesamt acht Feindfahrten teil. Diese erstreckten sich auf den gesamten Atlantik. Dabei konnte er 25 Schiffe mit einer Tonnage von 127.990 BRT versenken. Am 13. April 1941 gelang ihm die Versenkung des britischen Hilfskreuzers Rajputana mit 16.568 BRT. Während dieser Fahrten wurde Scholtz am 1. November 1941 zum Korvettenkapitän befördert und am 26. Dezember 1941 für seine Leistungen mit dem Ritterkreuz des Eisernen Kreuzes geehrt. Für seine weiteren Erfolge wurde ihm als 123. Träger das Eichenlaub zum Ritterkreuz verliehen. Am 14. Oktober 1942 gab er das Kommando über U 108 ab, um die Stelle als Flottillenchef anzutreten. Diese Position hielt er bis August 1944 inne.
Nach der Alliierten Landung in der Normandie am 6. Juni 1944 wurde sein Stationierungsort Bordeaux von den deutschen Linien abgeschnitten. Scholtz schloss sich daraufhin der Kampfgruppe Elster, benannt nach Generalmajor Botho Henning Elster an, um mit ihr den Rückmarsch Richtung Süden anzutreten. Hierbei fungierte er später als Kommandant der Feld-Kommandantur 541 in Biarritz. Die Landung der Alliierten in Südfrankreich führte im August 1944 dazu, dass Scholtz und sein Stab erneut abgeschnitten wurden. Im Marine-Regiment Badermann, benannt nach dem Kapitän zur See Friedrich Badermann, welches der Marine-Brigade Weber unterstellt war, war er ab 26. August 1944 Kommandeur des III. Bataillons. Mit diesem geriet Scholtz am 11. September 1944 in Beaujancie/Loire in US-amerikanische Kriegsgefangenschaft und wurde in die USA verschifft. Dort war er vom 17. September 1944 bis 20. April 1946 interniert. Danach kehrte er nach Westdeutschland zurück.

## Bundesgrenzschutz und Bundesmarine
Scholtz trat am 1. September 1953 unter Ernennung zum Stabskapitän (BGS) in den Seegrenzschutz ein. Dort wurde er im Januar 1954 Leiter der Schul- und Reparaturgruppe des Seegrenzschutzes Cuxhaven. Im Oktober desselben Jahres wurde er Chef des Seeschutzgrenzverbandes I in Neustadt. Am 1. Juli 1955 erfolgte seine Beförderung zum Oberstabskapitän (BGS). Mit Gründung der Bundeswehr wechselte Scholtz am 1. Juli 1956 in diese über und stellte als erster Kommandeur das Marinestützpunktkommando Kiel auf. In dieser Funktion wurde Scholtz am 20. August 1959 zum Kapitän zur See befördert. Zum 16. November 1959 wechselte er in den Stab des Befehlshabers der Seestreitkräfte der Ostsee, um anschließend ab dem 17. Oktober 1960 „zur besonderen Verwendung“ im Marine-Abschnittkommando Ostsee gehalten zu werden. Mit Wirkung zum 1. Juli 1961 trat Scholtz den Posten des Kommandeurs des Marinestützpunktkomandos Cuxhaven an. Am 20. März 1962 wurde er Standortkommandant der Standortkommandantur in Wilhelmshaven. In dieser Position blieb Scholtz anschließend bis zu seiner Verabschiedung in den Ruhestand am 1. April 1966.

## Auszeichnungen
- Eisernes Kreuz (1939) II. und I. Klasse
- U-Boot-Kriegsabzeichen (1939)
- Nennung im Wehrmachtbericht am 6. Juli 1941
- Ritterkreuz des Eisernen Kreuzes
  - Ritterkreuz am 26. Dezember 1941
  - Eichenlaub am 10. September 1942 (123. Verleihung)